# Rue Victor-Cousin
La rue Victor-Cousin est une voie du 5e arrondissement de Paris.

## Situation et accès
Située dans le quartier de la Sorbonne, elle débute dans le prolongement de la rue de la Sorbonne et se termine rue Soufflot.

## Origine du nom

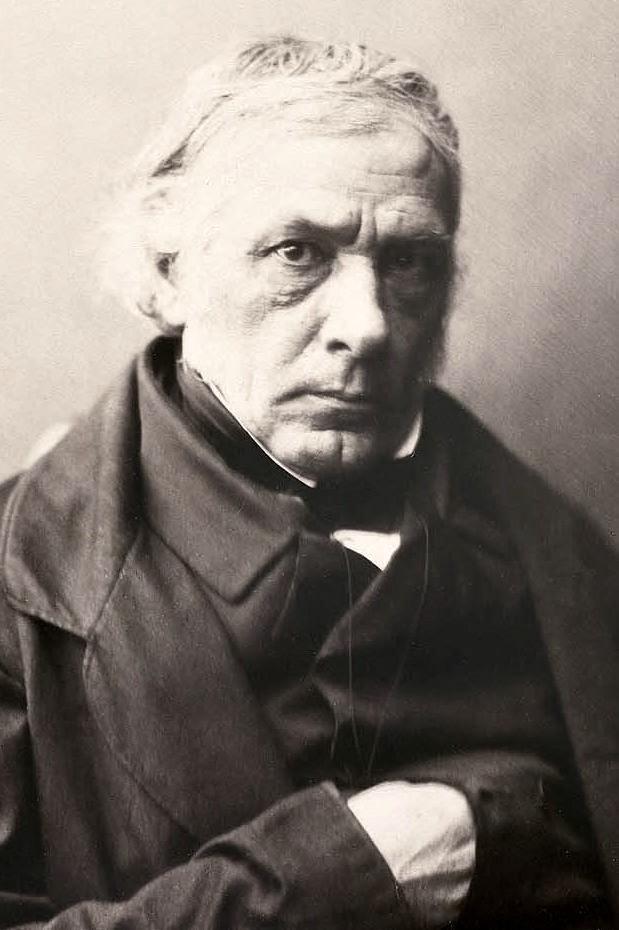
Victor Cousin.

La rue porte depuis 1864 le nom du philosophe, historien, académicien, et homme politique français Victor Cousin (1792–1867).

## Historique
Anciennement « rue de Cluni » ou « rue de Cluny », la rue devait son nom au collège fondé en 1269 par Yves de Vergy, abbé de Cluny, de la congrégation de Cluny, collège qui s'y était établi dans l'hôtel des évêques d'Auxerre. Dans Le Dit des rues de Paris de Guillot de Paris, daté des années 1280-1300, elle est citée sous la forme « rue à l'Abbé de Cligny ».
La rue est prolongée jusqu'à la rue Soufflot en 1849. Le percement de cet axe entraine la destruction de l'ancien parloir aux bourgeois et. En 1864, elle prend le nom de « rue Victor-Cousin ».
Durant les événements de Mai 68, la rue fut le lieu d'importantes barricades et d'affrontements en raison de sa proximité avec la place de la Sorbonne et le boulevard Saint-Michel. L'agence Roger-Viollet immortalisa la rue à cette occasion dans une série de photos relativement célèbres. Lors des événements liés au contrat première embauche en 2006, la rue fut à nouveau un lieu d'affrontement entre les forces de l'ordre et les étudiants.

## Bâtiments remarquables et lieux de mémoire
- Le peintre Jacques-Louis David y avait son atelier de 1806 à 1815, lors de la réalisation de ses grandes œuvres de l'époque napoléonienne.
- au no 4 de la rue se trouvait le premier local de la bibliothèque russe Tourguenev[4].
Le cinéaste Éric Rohmer a vécu à cette adresse entre 1943 et la fin des années 1950[5].
- no 5 : emplacement de la maison du bourreau, démolie pour la reconstruction de la Sorbonne[6].
- au no 9, au croisement avec la rue Cujas, une plaque commémorative indique : « Au rez-de-chaussée de cet immeuble Charles Péguy fonda la librairie Georges Bellais, qui édita et diffusa des publications socialistes de mai 1898 à juillet 1899 »[7].

À proximité, 8 rue de la Sorbonne et 21 rue des Fossés-Saint-Jacques, des plaques rendent également hommage à Péguy.
- au no 12, lycée technologique public Jacques-Monod et au no 14 école élémentaire publique.
- au no 13 le cinéma du Panthéon, ouvert en 1907 qui est l'un des plus vieux cinémas de Paris.
- La rue longe une partie de la façade ouest de la Sorbonne et accueille l'une des principales entrées à sa jonction avec la place de la Sorbonne.
- Au coin de la rue Cujas : l’hôtel Les 3 Collèges.

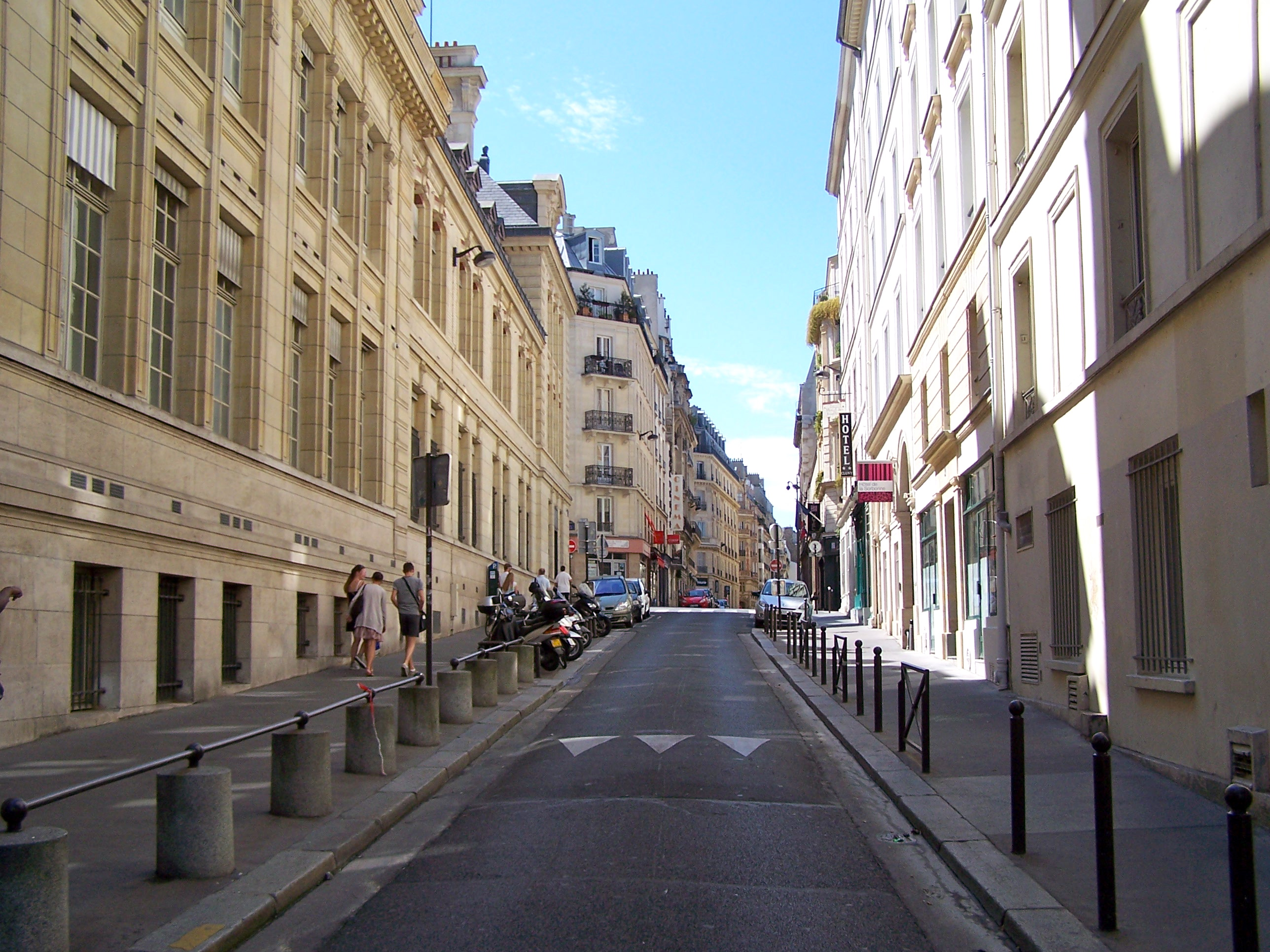
Vue de la rue en direction du sud, avec la Sorbonne à gauche.
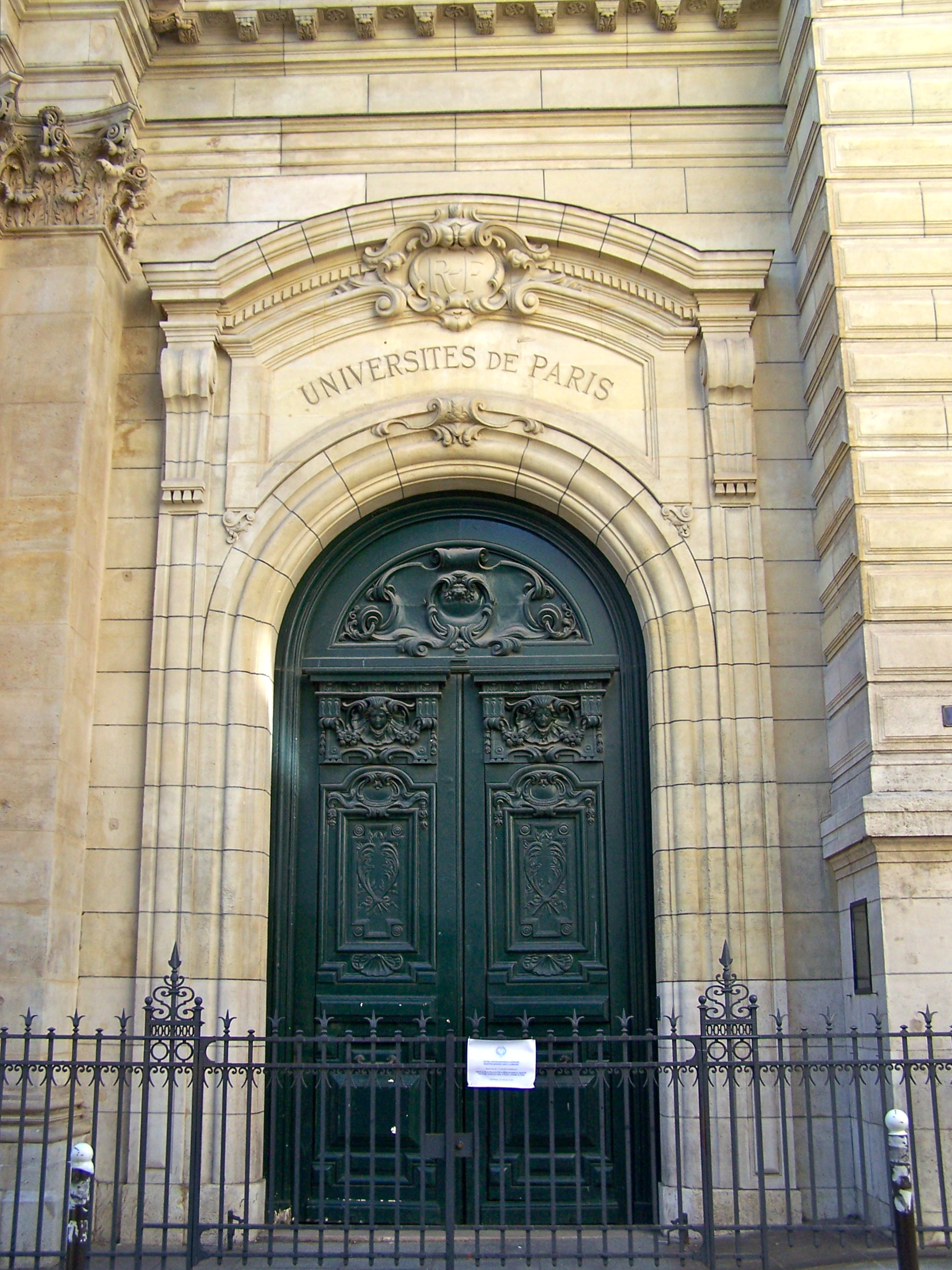
Une des entrées de la Sorbonne.
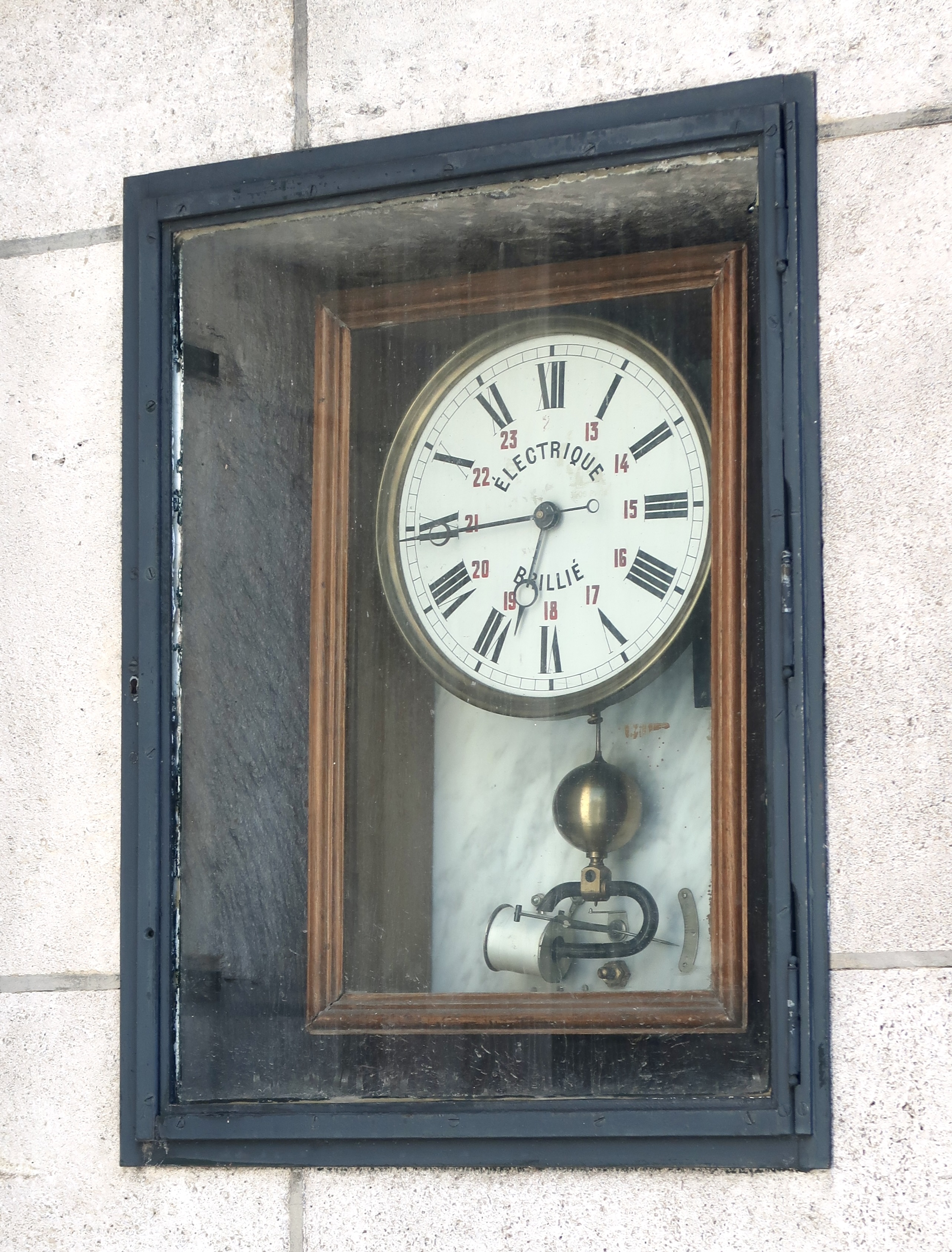
Pendule de l'entrée de la Sorbonne.
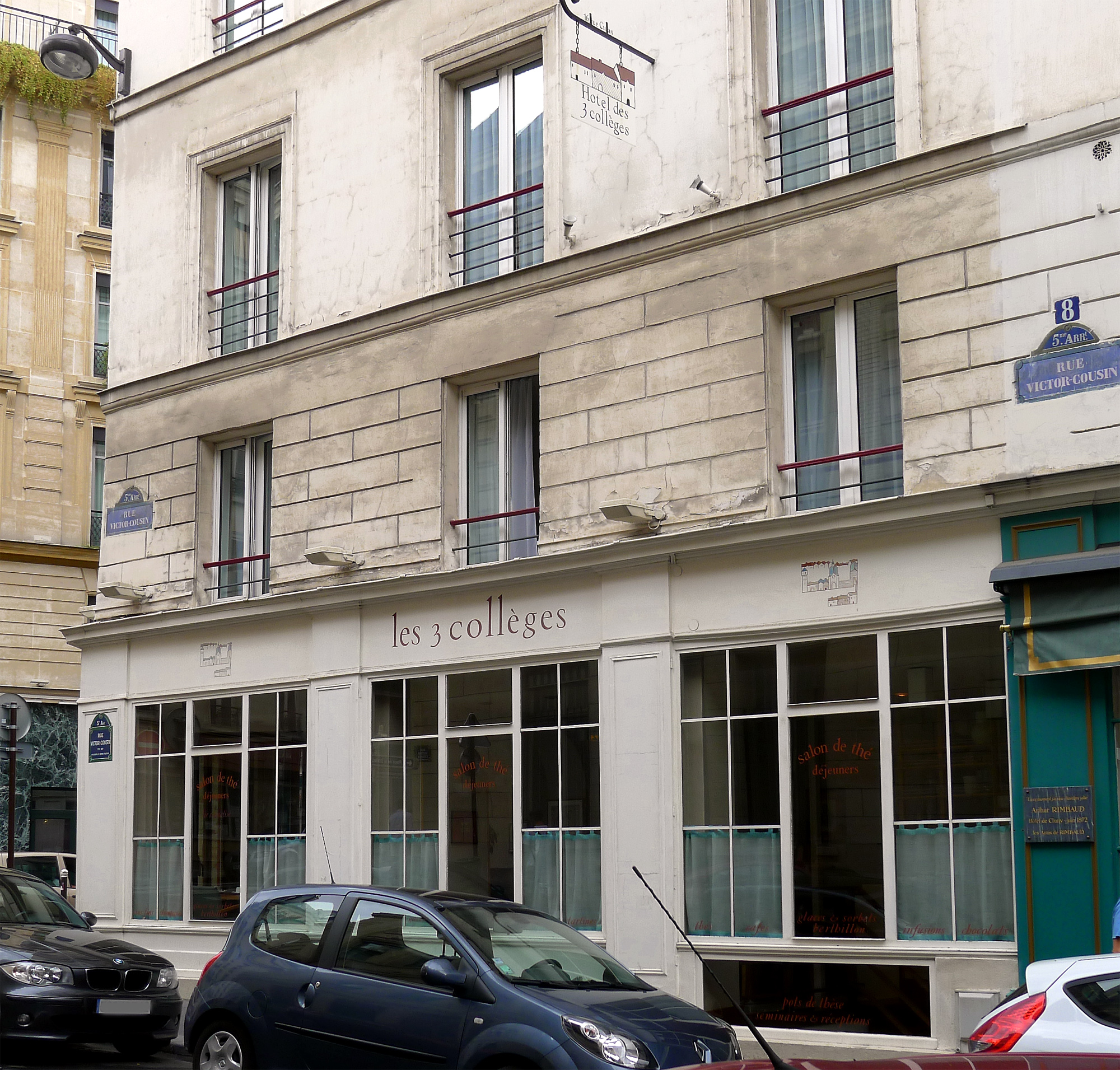
L’hôtel Les 3 Collèges.
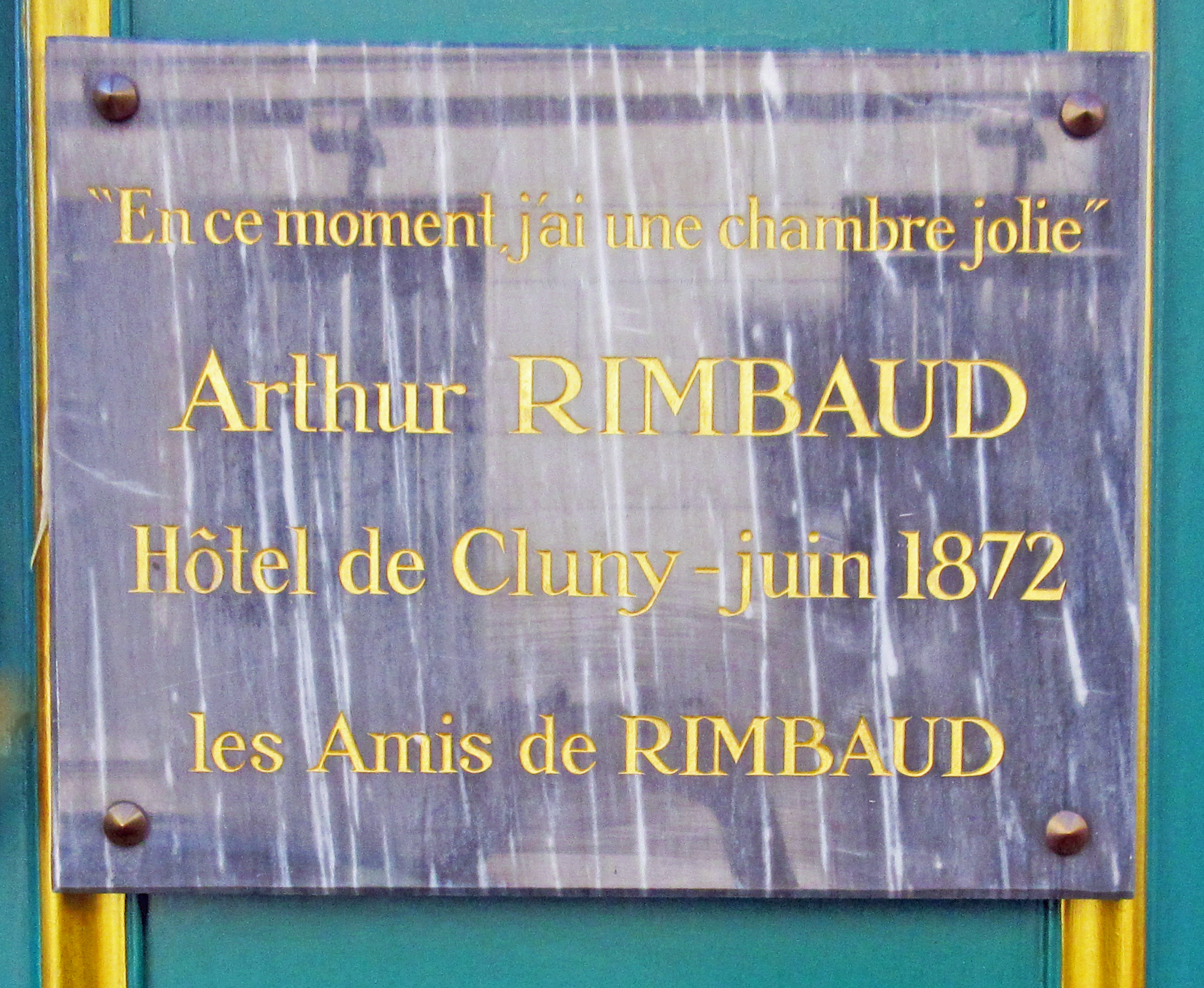
Plaque au no 8 en hommage à Arthur Rimbaud.
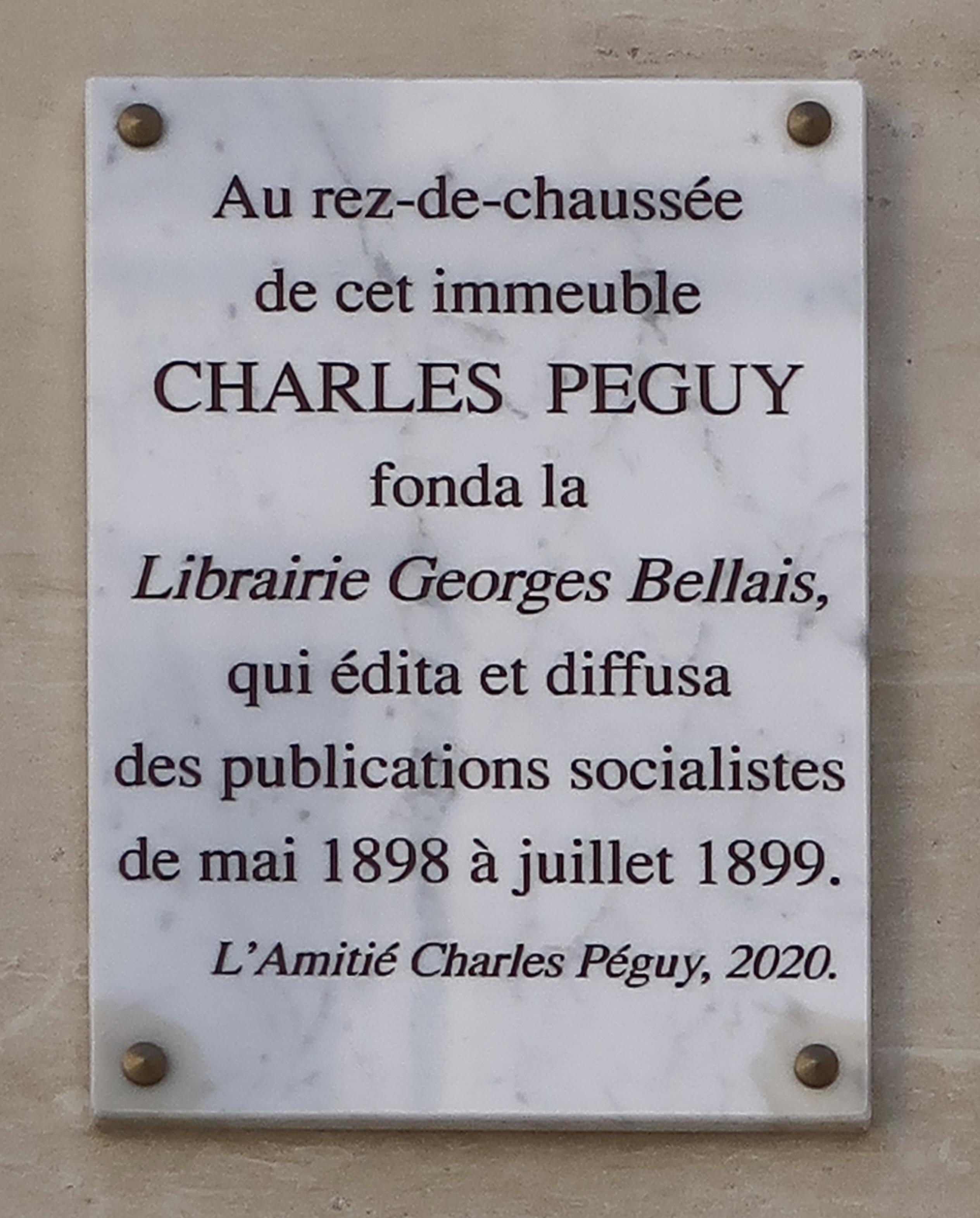
Plaque au no 9 en hommage à Charles Péguy.
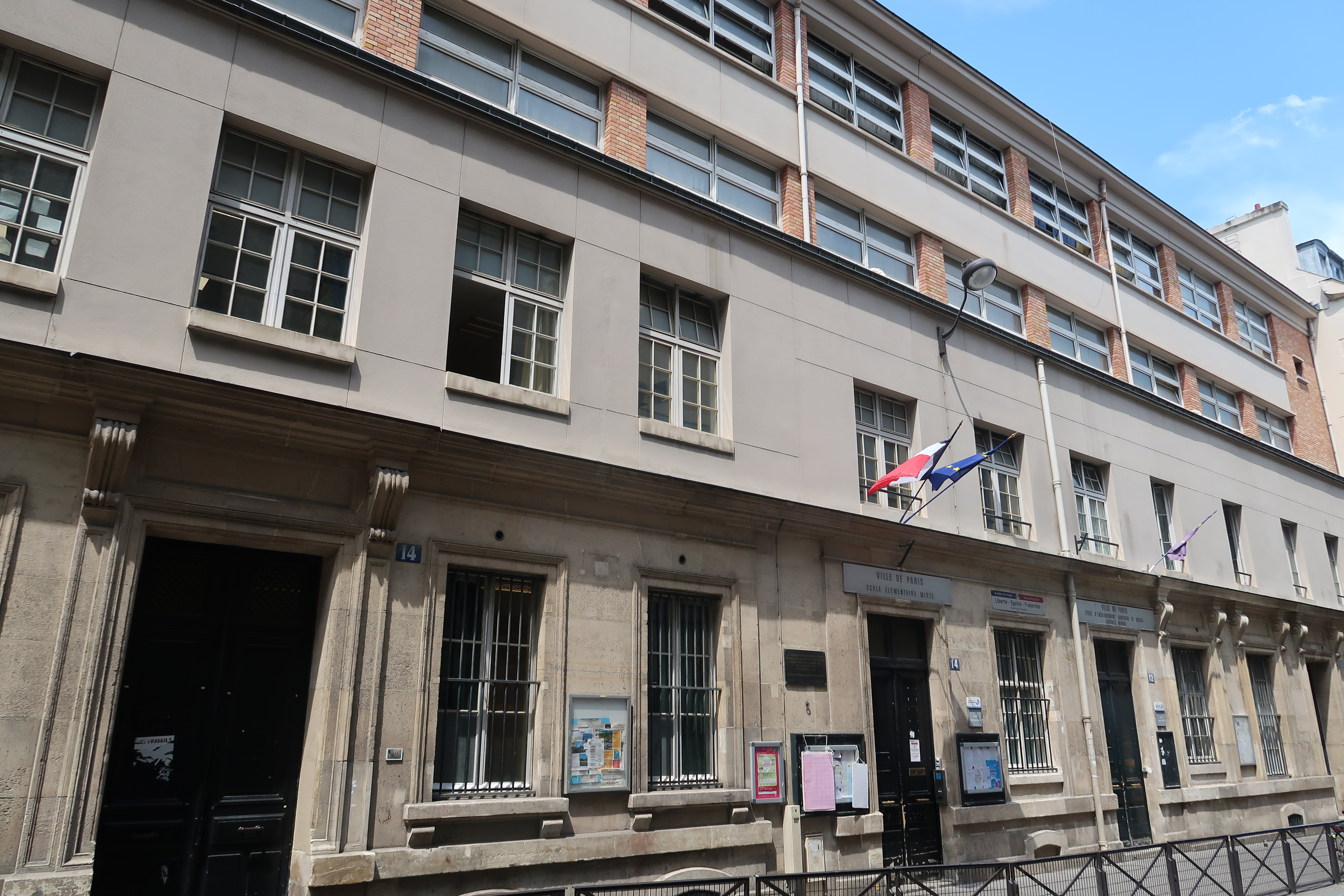
Lycée technologique Jacques-Monod (no 12) et école élémentaire (no 14).